# Cyathea assurgens
Cyathea assurgens är en ormbunkeart som beskrevs av R. M. Tryon. Cyathea assurgens ingår i släktet Cyathea och familjen Cyatheaceae. Inga underarter finns listade.